# Turbidimetrie
Bei der Turbidimetrie (nicht zu verwechseln mit der Nephelometrie) wird die Transmission bzw. durchdringende Lichtintensität durch eine Suspension (z. B. bei einem Antigen-Antikörper-Komplex) gemessen. Bei der Turbidimetrie wird, im Gegensatz zur Photometrie, keine Absorption, sondern die Extinktion, also die Abnahme der Lichtintensität, gemessen, wobei die Stoffkonzentration direkt proportional zur Trübung der Lösung ist. Als chemisches Beispiel wäre die Reaktion von Ba2+ mit SO42− zu BaSO4 zu nennen. Hierbei wird die Reaktionsmischung bis zum Äquivalenzpunkt immer trüber. In der trüben Lösung wird das Licht gestreut und nicht absorbiert. Nach dem Äquivalenzpunkt ändert sich die Trübung (und damit die Lichtstreuung) nicht mehr, da kein weiterer Niederschlag gebildet wird. Da die Streuung von der Partikelgröße abhängt, muss die Reaktion in sehr reproduzierbarer Weise durchgeführt werden, um präzise Ergebnisse zu erhalten. Eine Mischung von Glycerin und Alkohol dient zur Stabilisierung der Teilchen und verhindert ein schnelles Absetzen der Festkörper.
Turbidimetrische und nephelometrische Titrationen zur Bestimmung der Konzentration chemischer Substanzen sind nicht sehr präzise, da die Endpunktbestimmung von der Teilchengröße abhängt, die wiederum nicht wirklich reproduzierbar ist. Die Empfindlichkeit ist jedoch sehr gut; so kann im oben genannten Beispiel Sulfat noch im ppm-Bereich bestimmt werden. Im Gegensatz dazu ist die Messung der oben genannten Antigen-Antikörper-Komplexe mittels Turbidimetrie (oder Nephelometrie; jeweils ein sogenannter Immunoassay) um ein Vielfaches präziser, empfindlicher und reproduzierbarer. Dies wird durch die Verwendung von latexverstärkten Reagenzien sichergestellt und ist zwischen Turbidimetrie und Nephelometrie vergleichbar gut.